# Rassocha (affluente della Jasačnaja)
La Rassocha è un fiume della Russia siberiana orientale, affluente di sinistra della Jasačnaja (bacino idrografico della Kolyma). Scorre principalmente nel Verchnekolymskij ulus della Sacha-Jakuzia e nel corso superiore segna il confine con il Momskij ulus.
Il fiume ha origine dalla confluenza dei fiumi Ulachan-Nagain e Chara-Ulach che scendono dal versante orientale dei monti Čerskij, da una loro sezione chiamata monti Ulachan-Čistaj; scorre con direzione mediamente nord-orientale in una zona prevalentemente montuosa, attraversando i monti Garmyčan e i monti Arga-Tas che fanno parte dei monti della Moma. Sfocia nella Jasačnaja nel suo basso corso, a 84 km dalla foce. La lunghezza del fiume è di 254 km (insieme al fiume Ulachan-Nagain, 355 km).
La Rassocha soffre di lunghi periodi di gelo, che vanno mediamente dalla metà di ottobre alla fine di maggio.